# 南洋共産党
南洋共産党（なんようきょうさんとう）は、1928年にシンガポールで結成された共産主義政党。1925年頃からインドネシアの共産主義者やコミンテルン、中国共産党の働きかけによって啓蒙されたマラヤの華人が中国国民党クアラルンプール海外支部として活動、上海にあった地下組織「コミンテルン極東局」を本部とし、タイ王国、ビルマ、インドネシア、インドシナの支部活動を統括、シンガポールでは南洋総工会と共産青年同盟を通じて1920年代後半の労働争議やストライキを煽動した。煽動の失敗を受けて1930年までにコミンテルンの指導によりマラヤ共産党と改称、中国共産党の指導下を離れた。

## 沿革
1924年以降、アリミンやコミンテルンの東南アジア代表タン・マラカら、インドネシア人の共産党指導者は、シンガポール・マラヤを訪問して共産主義を啓蒙したが、マレー人には浸透しなかったため、中国共産党にも働きかけるなどして華人への啓蒙に注力した。
華人の共産主義者は中国国民党クアラルンプール海外支部の名の下に、労働組合や夜間学級を組織してマルクス・レーニン主義の啓蒙活動を行い、国民党革命委員会を組織した。
1926年にはシンガポールで南洋総工会と共産青年同盟という2つの大衆組織を結成、南洋総工会は1927年に漢口のアジア太平洋労働組合事務局と連絡網を築いた。
1928年、前年の中国国民党と中国共産党の分裂を受けて、シンガポールで南洋共産党が結成された。
南洋共産党は上海にあった地下組織「コミンテルン極東局」を本部とし、タイ王国、ビルマ、インドネシア、インドシナの支部活動を統括、シンガポールで南洋総工会と共産青年同盟を通じて労働争議やストライキを起こさせた。
1928年3月、労働者と警官の衝突事件を契機に、南洋総工会は解散を命じられ、多くの共産党指導者が逮捕された。また同年、シンガポールでのソビエト樹立、英帝国主義打破などをスローガンとする学生運動を煽動し、更に多くの共産党指導者が逮捕された。
コミンテルンは、1929年の第2回代表者会議で、煽動の失敗が続いたことから情勢分析を行い、1930年の第3回代表者会議までに、仏領インドシナでグエン・アイ・クオックの指揮下にインドシナ共産党を設立、南洋共産党はマラヤ共産党（MCP）と改称し、マラヤ、タイ、インドネシアの活動を統括し、中国共産党の直接指揮を受けず、独自にマレー人、インド人、華人を入党させることになった。